# Канье де Фреовилль, Николя
Николя Кенье де Фреовиль (фр. Nicolas Caignet de Fréauville; около 1250, Фреовиль, Нормандия — 15 января 1323, Авиньон) — французский кардинал, доминиканец. Камерленго Коллегии кардиналов с 1312 по 1313. Кардинал-священник с титулом церкви Сант-Эузебио с 15 декабря 1305 по 15 января 1323. Кардинал-священник Санта-Прасседе с 1312 по 1321. Кардинал-священник с титулом церкви Санта-Сабина с 1310 по 15 января 1323. Кардинал-протопресвитер с 1313

## Биография
Вступил в Орден доминиканцев в Руане. Был профессором философии и теологии в Парижской Сорбонне. Избран приором. Духовник короля Франции Филиппа IV Красивого с 1295 года. В 1304 году был посредником между французами и фламандцами. Во время спора между королём Франции и папой Бонифацием VIII был вызван папой в Ватикан, но не поехал туда. Король Франции потребовал его возведения в сан кардинала.

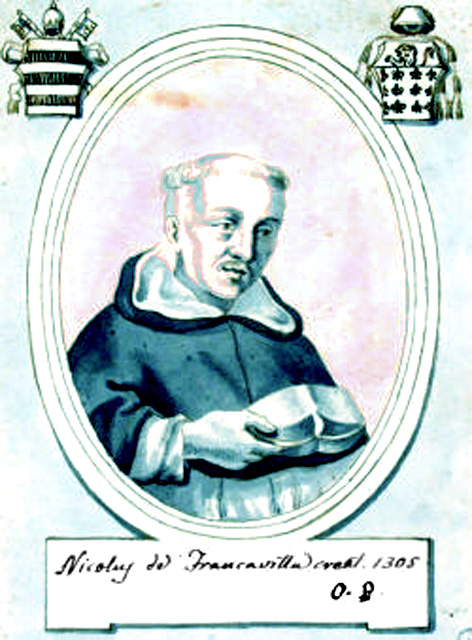
Никола Кенье де Фреовиль

15 декабря 1305 года Кенье де Фреовиль стал кардиналом при Папе Клименте V. Присутствовал на Венском соборе 1311—1312 годах. В 1312—1313 годах — Камерленго Коллегии кардиналов. Папский легат во Франции с 1313 года, проповедовал крестовый поход во Франции.

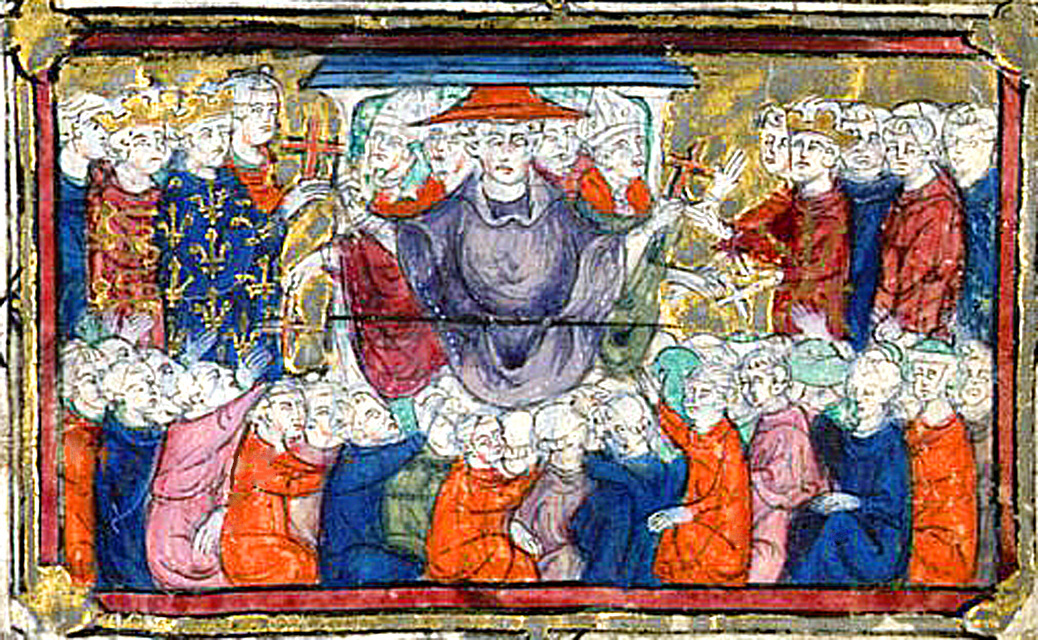
Кардинал Николя Кенье де Фреовиль проповедует крестовый поход перед тремя королями

Участвовал в Конклаве 1314—1316 годов, на котором был избран Иоанн XXII.
Автор нескольких работ по литургии.
Был похоронен в Доминиканском монастыре Авиньона; его сердце было перенесено в Руан, в XVI веке могила Канье де Фреовилля была разрушена кальвинистами.